# Reichelsteiner Bachtal
Das Naturschutzgebiet Reichelsteiner Bachtal liegt auf dem Gebiet der Ortsgemeinden Dahlheim, Eschbach, Gemmerich und Weyer im Rhein-Lahn-Kreis in Rheinland-Pfalz. Das Gebiet erstreckt sich östlich des Hauptortes Dahlheim entlang des Reichelsteiner und des Wellmicher Baches. Westlich des Gebietes und an seinem südwestlichen Rand verläuft die Landesstraße L 334.

## Bedeutung
Das rund 84 ha große Gebiet wurde im Jahr 1990 unter der Kennung 7141-027 unter Naturschutz gestellt. Es handelt sich um den Lebensraum seltener Pflanzen- und Tierarten. Schutzzweck ist die Erhaltung und Entwicklung des Gebietes.